# Cyrtopodion kohsulaimanai
Cyrtopodion kohsulaimanai är en ödleart som beskrevs av  Muhammad Sharif Khan 1991. Cyrtopodion kohsulaimanai ingår i släktet Cyrtopodion, och familjen geckoödlor. IUCN kategoriserar arten globalt som livskraftig. Inga underarter finns listade i Catalogue of Life.